# Большеглазый каранкс
Большеглазый каранкс, или широкий каранкс (лат. Caranx latus), — вид морских лучепёрых рыб из семейства ставридовых. Представители вида распространены в тропических и субтропических областях Атлантического океана. Максимальная длина тела — 101 см. Промысловая рыба. Популярный объект спортивной рыбалки. Международный союз охраны природы присвоил этому виду охранный статус «Вызывающий наименьшие опасения».

## Описание
Тело удлинённое, относительно высокое, немного сжато с боков. Тело и грудь покрыты мелкой циклоидной чешуёй. Рыло закруглённое. Окончание верхней челюсти доходит до вертикали, проходящей через задний край глаза. Глаза большие, диаметр глаза в 3,8—4,2 раза меньше длины головы; хорошо развито жировое веко. Зубы на верхней челюсти расположены в два ряда; в переднем ряду мелкие клыкообразные. На нижней челюсти зубы расположены в один ряд. На верхней части первой жаберной дуги — 6—7 жаберных тычинок, на нижней — 16—18. Два спинных плавника. В первом спинном плавнике — восемь жёстких лучей, а во втором — один жёсткий и 19—22 мягких лучей. В анальном плавнике — один колючий и 16—18 мягких лучей, перед плавником расположены два колючки. Передние мягкие лучи в спинном и анальном плавниках удлинённые. Грудные плавники удлинённые, серповидной формы, их длина превышает длину головы. Боковая линия делает длинную высокую дугу в передней части, а затем идёт прямо до хвостового стебля. Вдоль прямой задней части боковой линии проходит 32—39 костных щитков. По обеим сторонам узкого хвостового стебля проходят парные костные гребни. Хвостовой плавник серповидный. Позвонков — 10 туловищных и 14 хвостовых.
Верхняя часть тела — от голубовато-серого до тёмно-синего цвета; нижняя часть тела — серебристо-белая или золотистая. Передняя часть второго спинного плавника и последние щитки боковой линии тёмные или чёрные. Отсутствует овальное чёрное пятно на грудных плавниках. У молоди вдоль тела проходят пять тёмных полос.
Максимальная длина тела — 101 см, обычно — до 60 см. Масса тела — до 13,4 кг.

## Биология
Морские пелагические рыбы. Обитают в открытых водах, вокруг островов, вдоль песчаных пляжей, могут заходить в эстуарии и устья рек, образуют небольшие группы. У Каймановых островов образуют большие нерестовые скопления. У берегов Белиза нерестятся в апреле — августе на глубине 1—2 м от поверхности воды. 

## Распространение
Большеглазые каранксы широко распространены в Атлантическом океане. Западная Атлантика: от Нью-Джерси вдоль побережья США до Мексиканского залива и Карибского моря, включая Бермудские и Багамские острова и далее на юг вдоль побережья Южной Америки до Рио-де-Жанейро. Восточная Атлантика: от Канарских островов, Мадейры, острова Вознесения и Кабо-Верде до Гвинейского залива и Габона.

## Взаимодействие с человеком
Популярный объект спортивной рыбалки. Рекордный экземпляр большеглазого каранкса массой 14,51 кг был выловлен 8 сентября 2012 года в Мексиканском заливе.